# 아르센 갈스탼
아르센 조라예비치 갈스탼(러시아어: Арсе́н Жора́евич Галстя́н, 1989년 2월 19일~)은 러시아의 유도 선수이다. 2012년 하계 올림픽 남자 엑스트라라이트급에서 금메달을 획득했다. 